# Legacy of Kings
Legacy of Kings er det andet album fra heavy metalbandet HammerFall der blev udgivet i 1998 gennem Nuclear Blast. 

## Spor
1. "Heeding the Call" (Dronjak/Cans/Strömblad) – 4:30
2. "Legacy of Kings" (Dronjak/Cans/Strömblad) – 4:13
3. "Let the Hammer Fall" (Dronjak/Cans/Strömblad) – 4:16
4. "Dreamland" (Dronjak/Cans/Strömblad) – 5:40
5. "Remember Yesterday" (Dronjak/Cans/Strömblad) – 5:02
6. "At the End of the Rainbow" (Dronjak/Cans/Mück) – 4:05
7. "Back to Back" (Hammer/Owens/Atkins) – 3:39
8. "Stronger Than All" (Dronjak) – 4:29
9. "Warriors of Faith" (Dronjak/Cans/Strömblad) – 4:45
10. "The Fallen One" (Dronjak/Cans/Strömblad) – 4:23

## Musikere
- Joacim Cans – Vokal
- Oscar Dronjak – Guitar, bagvokal
- Stefan Elmgren – Lead Guitar
- Magnus Rosén – Bas
- Patrik Räfling – Trommer